# Burange
Burange (luxembourgeois : Bireng, allemand : Buringen) est un quartier du Nord de la commune luxembourgeoise de Dudelange située dans le canton d'Esch-sur-Alzette. 
Il dispose de la gare de Dudelange-Burange.

## Toponymie
- Burange : Burringen (XVIe siècle)[1].
- L'ancien village de Balzingen apparait sous les formes suivantes[2] : Balkesingin (1193), Balsingen (1325), Baltsinge (1473), Balsingen (1495 et 1540), Baltsingen (1501 et 1525), Baltzingen (1505 à 1656).

## Histoire
Au XVIe siècle, Büringen (Burange) et Balzingen (alias Baltzingen) étaient deux villages distincts, dans la seigneurie de Mont Saint-Jean. Plus tard, Balzingen qui était situé sur la rive droite d'un ruisseau, devint un quartier de Burange. L'actuelle  rue de Baltzing fait référence à ce village.